# Mon « Beau » légionnaire
Cet article possède un paronyme, voir Beau Geste.
Pour plus de détails, voir Fiche technique et Distribution.
Mon « Beau » légionnaire (anglais : The Last Remake of Beau Geste) est un film américain de 1977 de comédie-aventure réalisé, co-écrit et mettant en vedette Marty Feldman. Il s'agit d'une satire basée sur l'adaptation de 1939 du roman Beau Geste de 1924, une histoire souvent filmée sur les frères et leurs aventures dans la Légion étrangère française. L'humour est fortement basé sur les jeux de mots et l'absurdité. Feldman incarne Digby Geste, le frère « identique jumeau » maladroit et maladroit de Beau, joué par Michael York, le héros digne et aristocratique.
C'était le premier long métrage de Marty Feldman, suivi de La Bible ne fait pas le moine (1980).

## Synopsis
Le vieux Sir Hector Geste épouse une jeune femme avide qui convoite son célèbre saphir, l'Eau Bleue. Mais ses fils jumeaux adoptifs, l'héroïque Beau et le pathétique Digby, cachent le joyau et rejoignent la Légion étrangère française en Afrique du Nord.

## Fiche technique
- Titre français : Mon « Beau » légionnaire
- Titre original : The Last Remake of Beau Geste
- Réalisation : Marty Feldman
- Scénario Chris Allen, Sam Bobrick et Marty Feldman, d'après les personnages de Percival Christopher Wren (Beau geste (roman))
- Musique : John Morris
- Photographie : Gerry Fisher
- Montage : Jim Clark et Arthur Schmidt
- Société de production et de distribution : Universal Pictures
- Pays :  États-Unis
- Langue originale : anglais
- Format : Couleur - Mono - 35 mm - 1.85:1
- Genre : Comédie
- Durée : 85 minutes
- Public : Tous

## Distribution
Ci-dessous le tableau de distribution.
| Acteur           | Personage       | Détails | Voix française    |
| ---------------- | --------------- | ------- | ----------------- |
| Marty Feldman    | Dagobert Geste  | Digby   | Francis Lax       |
| Michael York     | Beau Geste      |         | Yves-Marie Maurin |
| Ann-Margret      | Flavia Geste    |         | Michèle Bardollet |
| Peter Ustinov    | Sergent Markov  |         | Roger Carel       |
| Roy Kinnear      | Boldini         |         | Jacques Marin     |
| Henry Gibson     | Général Pecheur |         | Jacques Ciron     |
| Sinéad Cusack    | Isabel Geste    |         | Monique Thierry   |
| Trevor Howard    | Sir Hector      |         | Henri Virlogeux   |
| James Earl Jones | Sheikh          |         |                   |
| Terry-Thomas     | Le gouverneur   |         | René Bériard      |
| Spike Milligan   | Crumble         |         |                   |
| Roland MacLeod   | Dr. Crippen     |         |                   |
| Avery Schreiber  | Hakim           |         | Henry Djanik      |
| Ted Cassidy      | Durand          |         |                   |
| Burt Kwouk       | Le père Shapiro |         |                   |
| Val Pringle      | Dostoevsky      |         |                   |
| Hugh Griffith    | Le juge         |         |                   |
| Irene Handl      | Mlle Wormwood   |         |                   |